# Ismajl Beka
Ismajl Beka (Frauenfeld, 1999. október 31. –) koszovói korosztályos válogatott labdarúgó, a svájci Luzern hátvédje.

## Pályafutása

### Klubcsapatokban
Beka a svájci Frauenfeld városában született. Az ifjúsági pályafutását a Wil akadémiájánál kezdte.
2018-ban mutatkozott be a Wil másodosztályban szereplő felnőtt keretében. 2020-ban a Rapperswil-Jonához igazolt. 2022-ben visszatért a Wilhez. 2022. augusztus 31-én hároméves szerződést kötött az első osztályban érdekelt Luzern együttesével. Először a 2022. szeptember 4-ei, Servette ellen 2–0-ra elvesztett mérkőzés 69. percében, Leny Mejer cseréjeként lépett pályára. Első gólját 2023. május 7-én, a Lugano ellen hazai pályán 2–2-es döntetlennel zárult találkozón szerezte meg.

### A válogatottban
Beka a 2017 és 2018 között tagja volt a koszovói U19-es válogatottnak. 2023. szeptember 12-én játszotta első mérkőzését a koszovói felnőtt válogatottban.

### Európa Konferencia Liga selejtezők
A A 2023–2024-es UEFA Európa Konferencia Liga 3. selejtezőkörében gólt szerzett a Hibernian FC ellen, ám a mérkőzések után a Luzern így is alulmaradt a skót élvonalbeli csapattal szemben.

## Statisztika
2023. május 29. szerint.
| Klub     | Szezon   | Bajnokság              | Bajnokság | Bajnokság | Kupa  | Kupa  | Nemzetközi | Nemzetközi | Összesen | Összesen |
| Klub     | Szezon   | Bajnokság              | Mérk.     | Gólok     | Mérk. | Gólok | Mérk.      | Gólok      | Mérk.    | Gólok    |
| -------- | -------- | ---------------------- | --------- | --------- | ----- | ----- | ---------- | ---------- | -------- | -------- |
| Wil      | 2017–18  | Swiss Challenge League | 1         | 0         | 0     | 0     | —          | —          | 1        | 0        |
| Wil      | 2018–19  | Swiss Challenge League | 6         | 0         | 1     | 0     | —          | —          | 7        | 0        |
| Wil      | 2022–23  | Swiss Challenge League | 6         | 1         | 0     | 0     | —          | —          | 6        | 1        |
| Wil      | Összesen | Összesen               | 13        | 1         | 1     | 0     | 0          | 0          | 14       | 1        |
| Luzern   | 2022–23  | Swiss Super League     | 22        | 1         | 2     | 0     | —          | —          | 24       | 1        |
| Összesen | Összesen | Összesen               | 35        | 2         | 3     | 0     | 0          | 0          | 38       | 2        |